# Edvin Oraščanin
Edvin Oraščanin (* 23. Jänner 1997 in Pištaline, Bosnien und Herzegowina) ist ein österreichischer Fußballspieler.

## Karriere
Oraščanin begann seine Vereinskarriere beim im Mai 2004 beim ASKÖ Donau Linz und wechselte nach nur einem Jahr in die Nachwuchsabteilung des ASKÖ ESV Westbahn Linz. Nebenbei spielte er ab 2010 in der AKA Linz. 2014 wechselte er zum SK Rapid Wien, bei dem er in der Akademie und der Zweitmannschaft spielte. Sein Debüt für die Zweitmannschaft in der Regionalliga gab er im August 2014.
Zur Saison 2016/17 wechselte Oraščanin zum Zweitligisten Floridsdorfer AC. Sein Debüt in der zweiten Liga gab er am zweiten Spieltag der Saison 2016/17 gegen die WSG Wattens, als er in Minute 87 für Thomas Hirschhofer eingewechselt wurde.
Im Jänner 2017 wechselte er zu seinem ehemaligen Jugendklub ASKÖ Donau Linz in die OÖ Liga. Weitere Stationen waren der ASK St. Valentin, die Union Dietach, die Union St. Florian, abermals der ASKÖ Donau Linz, sowie seit 2022 der ASKÖ SV Viktoria Marchtrenk.